# Друштвена стратификација
Социјална или друштвена стратификација је појам у социологији који означава хијерархијско постављање друштвених класа, касти и појединих слојева унутар друштва у погледу доступности материјалним или симболичким добрима. Док су за сва друштва карактеристични неки облици стратификације, тек развојем система заснованих на државној организацији долази до великих разлика у богатству и моћи. Најзначајнији облик стратификације у модерним друштвима је у подели на класе.
Оваква врста хијерархије није универзална за сва друштва (на пример заједнице ловаца-сакупљача) она се сматра заједничком свим друштвима која су досегла степен развоја нужан за постојање државе. Значај и димензија социјалне стратификације варира у разним идеологијама. Функционалисти и структуралисти сматрају да нека врста хијерархије у друштву потребна и пожељна да би друштво било стабилно и да би функционисало. Други, на пример марксисти, сматрају да социјална стратификација спречава социјалноекономски развој радничке класе и дозвољава вишој класи да из генерације у генерацију искоришћава пролетаријат.
Категоризација људи према друштвеном слоју најјасније се јавља у сложеним државним, полицентричним или феудалним друштвима, која се заснивају на социјално-економским односима између класа племства и класа сељака. Историјски гледано, може ли се друштво ловаца-сакупљача, племена и бендoва дефинисати као социјално раслојено, или је социјално раслојавање иначе започето пољопривредом и средствима друштвене размене, и даље је предмет расправе у друштвеним наукама. Утврђивање структура социјалне стратификације произилази из неједнакости статуса међу људима, дакле, степен социјалне неједнакости одређује социјални слој особе. Генерално, што је већа социјална сложеност једног друштва, то у већој мери постоји социјална стратификација путем социјалне диференцијације.

## Обележја
У свим људским друштвима постоји нека врста друштвене неједнакости. Неједнакост међу слојевима састоји се од неколико компонената: материјалном богатству, престижу и моћи.
- Појам стратификација односи се на групе, а не на појединце. Количина богатства, моћи и престижа појединца у стратификованом друштву не зависи од личних карактеристика, већ од припадности некој друштвеној групи. Другим речима, појединац не бира групу, већ се у њој рађа.
- Стратификација је структуирани облик неједнакости. То значи да неједнакост није случајна, већ је уређена.
- Стратификација је стабилна и трајна, она је последица дуготрајних процеса кроз историју. Стратификација се такође наслеђује (нпр. у феудалном систему власништво над земљом се преноси са оца на сина)
- Сваку стратификацију предводи скуп идеја (или идеологија), којима се та стратификација оправдава и подупире.

## Теорије стратификације

### Функционалистичка теорија
Функционалисти сматрају да је стратификација потребна и пожељна у друштву како би најважније положаје у друштву попунили најспособнији појединци. Они полазе од претпоставке да делови друштва користе интегралну целину и тврде како је одређени степен реда и стабилности битан да би друштвени системи функционисали. Дакле, ако су најважнији положаји у друштву уједно и најнаграђиванији, људи ће се више школовати и преузимати одговорније положаје. Они се баве функционисањем друштвене стратификације, њеним доприносом одржавању и добробит друштва. Функционалисти сматрају да управо та неједнакост награда мотивација људима. На темељу свога рада, људи добивају награду, што додатно подстиче такмичење и конкуренцију. 
Проблем функционалистичке теорије је у томе што се поставља питање је ли та награда оправдано и заслужено добијена. Може ли се одредити који је друштвени положај важнији од других, нпр. зашто је универзитетски професор важнији од поштара. Такође, функционалисти сматрају да ће појединац својим амбицијама и талентом постићи положај, а ту се појављује проблем јер немају сви исте предиспозиције за школовање.

### Марксистичка теорија
За разлику од функционалиста, који стратификацију сматрају условом за опстанак друштва, марксисти сматрају стратификацију као извор супротстављености интереса различитих група. Зачетник таквог гледишта је Карл Маркс. Маркс је друштвене класе одредио као групе људи који имају заједнички однос према средствима за производњу. Маркс као главни критериј стратификације наводи економско власништво, тј. власништво над средствима за производњу. Он разликује две основне класе: капиталисте (који су власници средстава за производњу) и пролетере (или радничку класу). Маркс тврди како су те две класе у сталном сукобу због тога што капиталисти израбљују пролетеријат. Он сматра да радници током дана произведу пуно више него што надницом (платом) добију заузврат. Дакле, не постоји поштена размена вредности наднице и вредности радне снаге, већ капиталист (с обзиром да је власник средстава за производњу) добија профит тако што присваја део вредности радне снаге без накнаде. Маркс је сматрао да та класна борба постоји кроз читаву људску историју и да је она покретач друштва.
Развој капитализма узрокује све већу концентрацију капитала, па тиме и све већу концентрацију радне снаге, повећава се интеракција међу радницима и они се све више повезују у борби против израбљивања. Са све већом концентрацијом радници развијају класну свест о својем положају. Као врхунац Маркс је навео пролетерску револуцију као једини начин преласка из капиталистичког у социјалистичко друштво. Маркс овде износи тек једну димензију класне различитости (економску), што је надопунио Макс Вебер с још две димензије: социјалном и политичком.
Критике на ову теорију су многобројне. Критичари тврде да борбу међу класама могу узроковати и други чиниоци (религијски, етнички, расни итд). Марксова теорија добија велики ударац током социјалистичких револуција у 20. веку. Следећи Марксово учење, у земљама у којима је дошло до социјалистичких револуција, укида се (барем деломично) приватно власништво над средствима за производњу, али ступањ неједнакости је и даље остао велик.

### Веберово гледиште
Макс Вебер је разрадио и проширио Марксову теорију. Марксисти сматрају да је основни критеријум друштвене моћи приватно власништво и економски ресурси, док Вебер уводи још две димензије- социјалну и политичку. Он не види разлог због којега би људи морали развити заједнички идентитет. Незадовољни појединац може реаговати на низ начина како би збацио капитализам. Статус, а не класа формира друштвене групе из заједничких интереса и идентитета те једнака класна ситуација не припада истој статусној групи. Она се састоји од појединаца који имају сличне друштвене части.
Вебер разликује три димензије стратификације:
1. економска - Разлике међу групама у друштву очитују се разликама у поседу имовине. Припадници исте класе имају сличну приступност материјалним добрима, сличне услове живота итд.
2. социјална - Представља част, углед, признања итд. (друштвени престиж)
3. политичка - Политичка моћ.

Ове три димензије стратификације су међусобно независне (лопов може имати велико богатство, али не мора имати моћ или углед), али се испреплићу, јер нпр. ко има моћ, искористиће то у стицању богатства и угледа. Веберова теорија је погодна за проучавање неједнакости социјалистичких друштава у којима не постоји стратификација темељена на приватном власништву (јер је укинуто), него се темељи на политичком (партијском) престижу и моћи.

## Класе у модерном друштву
Већина социолога дели три главне класе:
1. горња класа - Власништво над средствима за производњу 3%-5%
2. средња класа - Поседовање одређених квалификација 45%-50% ("бели оковратници")
3. нижа радничка класа - Поседовање мануелне радне снаге 50%-55% ("плаве блузе")

Класна неједнакост резултат је неједнакости у угледу неког занимања одређеној према награди за то занимање. У нижој и средњој класи награђивање је повезано према квалификованости. Социолози примећују разлике у платама, сигурности зараде и запослења, бенефиција и самог квалитета живота на страни „бијелих крагни”. У радничкој класи постоји класни идентитет и интереси творећи препознатљиве  поткултуре, прихваћају живот какав јесте, док средња класа управља својом судбином и амбицијом жели да поправи свој положај те истиче своја постигнућа и стратегију. Она види друштво као лествицу по којој се могуће успињати, дакле у класи се рађа, али се она може променити.